# Helvetia-Cup 1989
Der Helvetia-Cup 1989 im Badminton fand in Budapest statt. Es war die 19. Auflage dieser Veranstaltung.

## Endstand
| Platz | Land             |
| ----- | ---------------- |
| 1.    | Polen            |
| 2.    | Finnland         |
| 3.    | Irland           |
| 4.    | Wales            |
| 5.    | Island           |
| 6.    | Norwegen         |
| 7.    | Österreich       |
| 8.    | Ungarn           |
| 9.    | Tschechoslowakei |
| 10.   | Bulgarien        |
| 11.   | Schweiz          |
| 12.   | Belgien          |
| 13.   | Frankreich       |
| 14.   | Spanien          |
| 15.   | Italien          |